# Dinotrema propomella
Dinotrema propomella är en stekelart som beskrevs av Fischer 1996. Dinotrema propomella ingår i släktet Dinotrema och familjen bracksteklar. Inga underarter finns listade i Catalogue of Life.